# NGC 6146
NGC 6146 est une vaste galaxie elliptique située dans la constellation d'Hercule. Sa vitesse par rapport au fond diffus cosmologique est de 8 847 ± 16 km/s, ce qui correspond à une distance de Hubble de 130,5 ± 9,1 Mpc (∼426 millions d'al). NGC 6146 a été découverte par l'astronome germano-britannique William Herschel en 1787.
NGC 6146 présente un jet d'ondes radio et c'est une galaxie elliptique passive (PEG	passive elliptical galaxy). Cependant, en contradiction apparente avec cela, la base de données Simbad indique que NGC 6416 est une galaxie active contenant un blazar.
À ce jour, sept mesures non basées sur le décalage vers le rouge (redshift) donnent une distance de 102,529 ± 21,583 Mpc (∼334 millions d'al), ce qui est à l'intérieur des valeurs de la distance de Hubble. Notons cependant que c'est avec la valeur moyenne des mesures indépendantes, lorsqu'elles existent, que la base de données NASA/IPAC calcule le diamètre d'une galaxie et qu'en conséquence le diamètre de NGC 6146 pourrait être d'environ 60,8 kpc (∼198 000 al) si on utilisait la distance de Hubble pour le calculer.
Selon Abraham Mahtessian, NGC 6146 et NGC 6173 forment une paire de galaxies.

## Supernova
La supernova SN 2009fl a été découverte dans NGC 6146 le 30 mai 2009 par J. Rex, W. Li, S. B. Cenko et A. V. Filippenko dans le cadre du programme conjoint LOSS/KAIT (Lick Observatory Supernova Search de l'observatoire Lick et The Katzman Automatic Imaging Telescope de l'université de Californie à Berkeley. Cette supernova était de type IIb.